# Musée de Grenoble
Musée de Grenoble – muzeum sztuki we francuskim mieście Grenoble, położone na Place Lavalette, na miejscu dawnego klasztoru franciszkanów.
Muzeum zostało założone w 1798 roku przez Louis-Joseph Jay. W swoich zbiorach ma kolekcje od starożytnych zabytków Egiptu do eksponatów pochodzących z XX wieku. Muzeum jest uważane za pierwsze muzeum sztuki nowoczesnej we Francji.
W muzeum znajdują się dzieła europejskich malarzy z okresu od XIV do XX wieku. Kolekcja mieści się w 54 salach wystawowych.

## Galeria

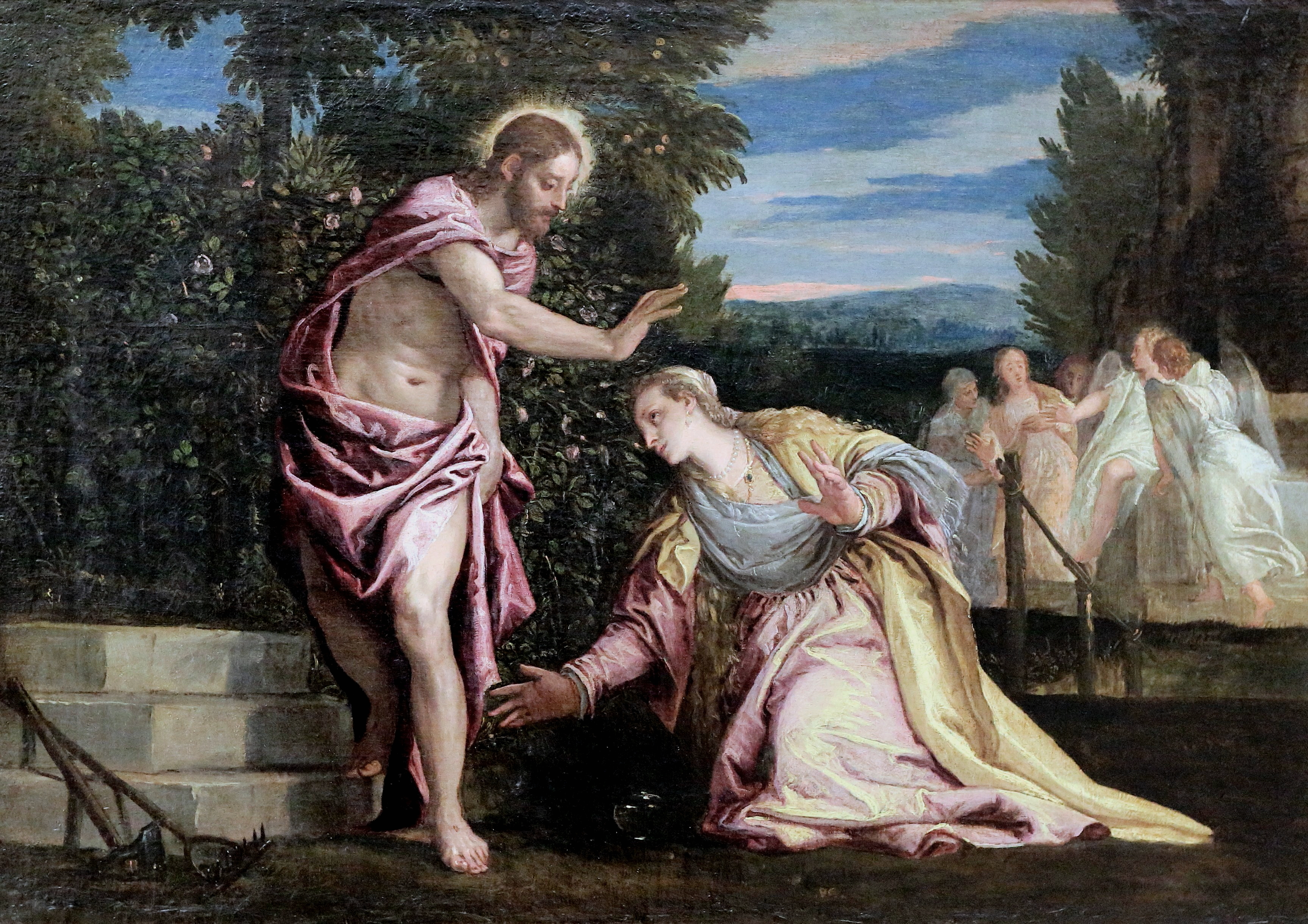
Paolo Veronese, Noli me tangere
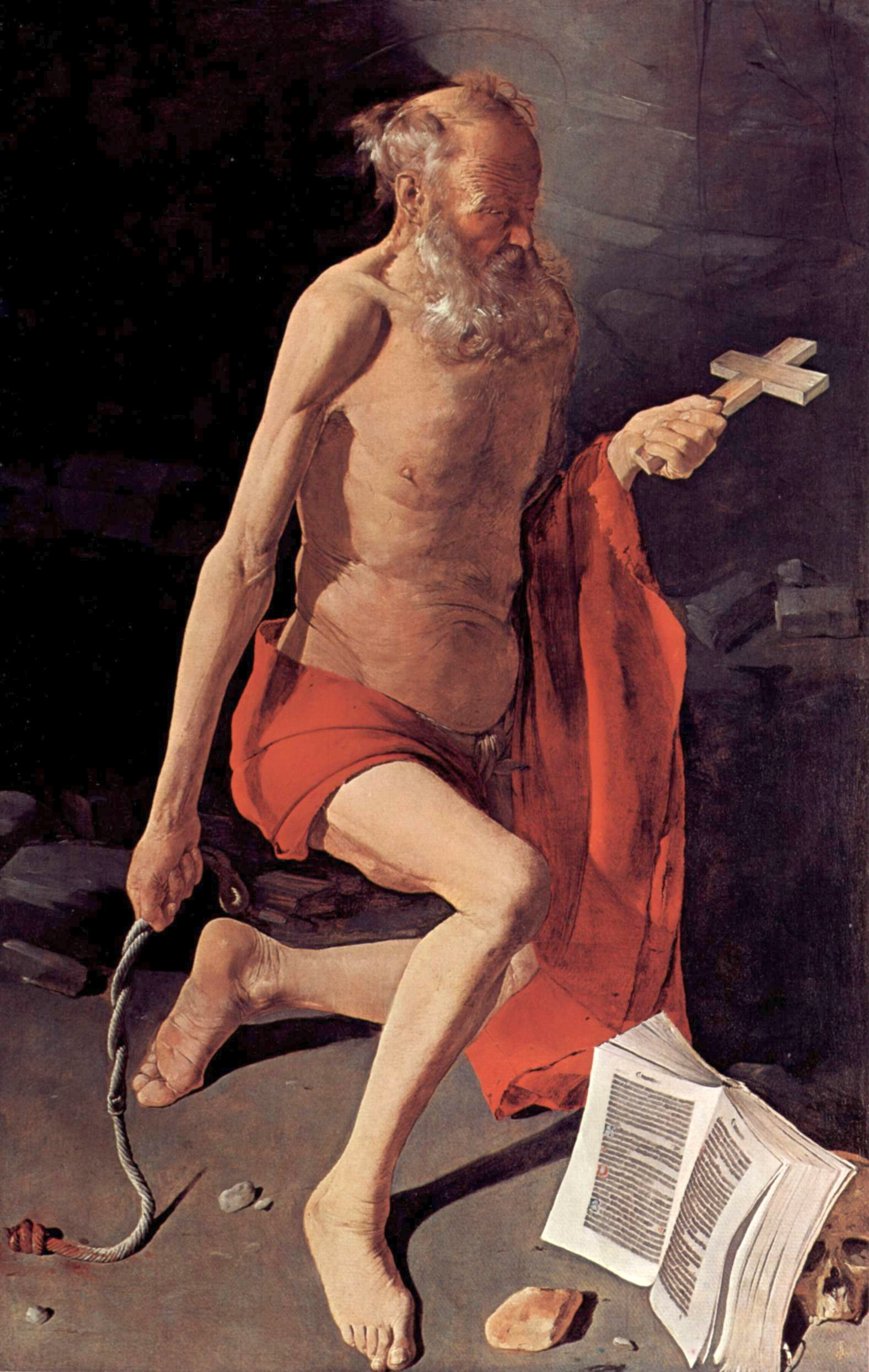
Georges de La Tour, Saint Jérôme
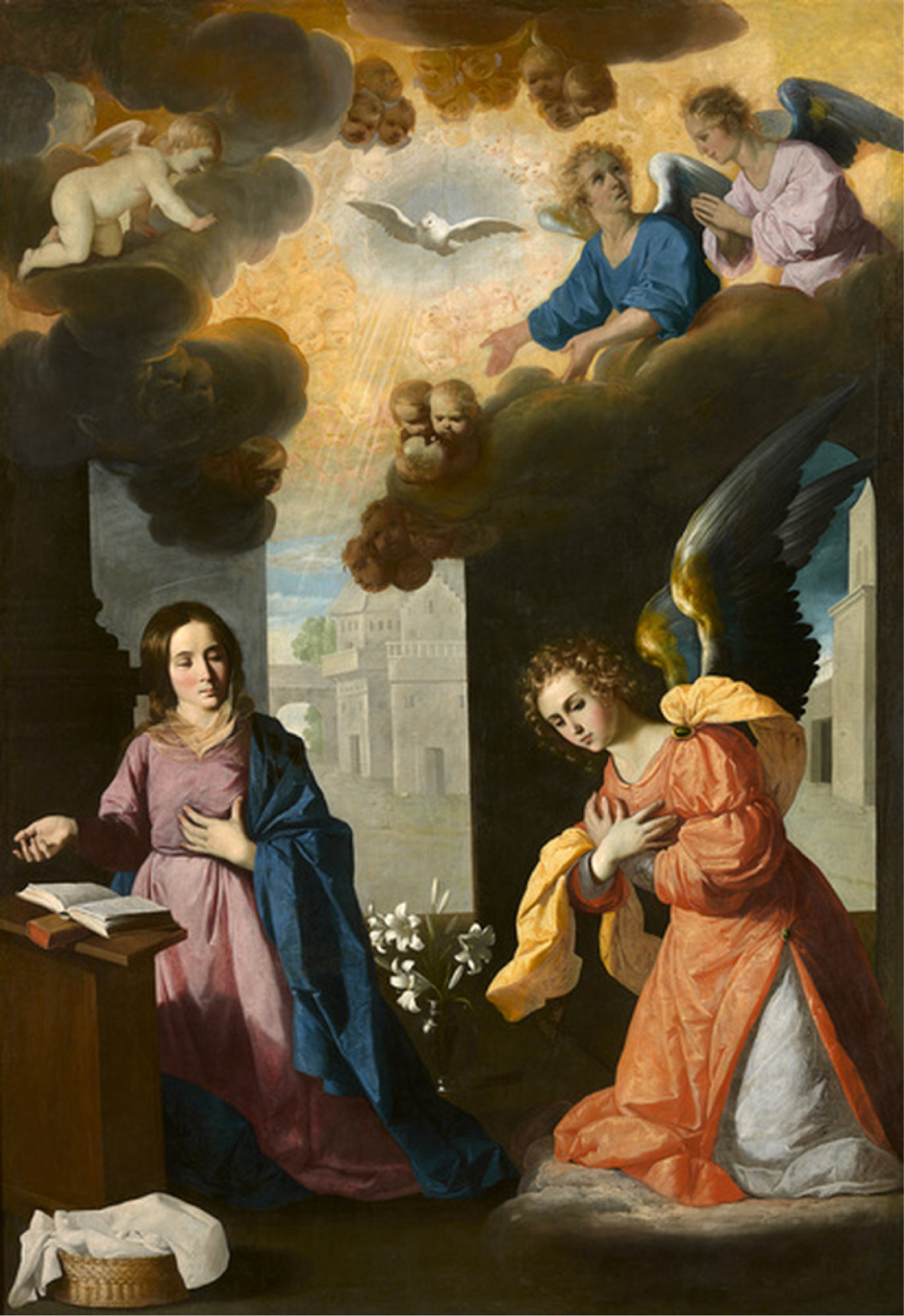
Francisco de Zurbarán, L'Annonciation
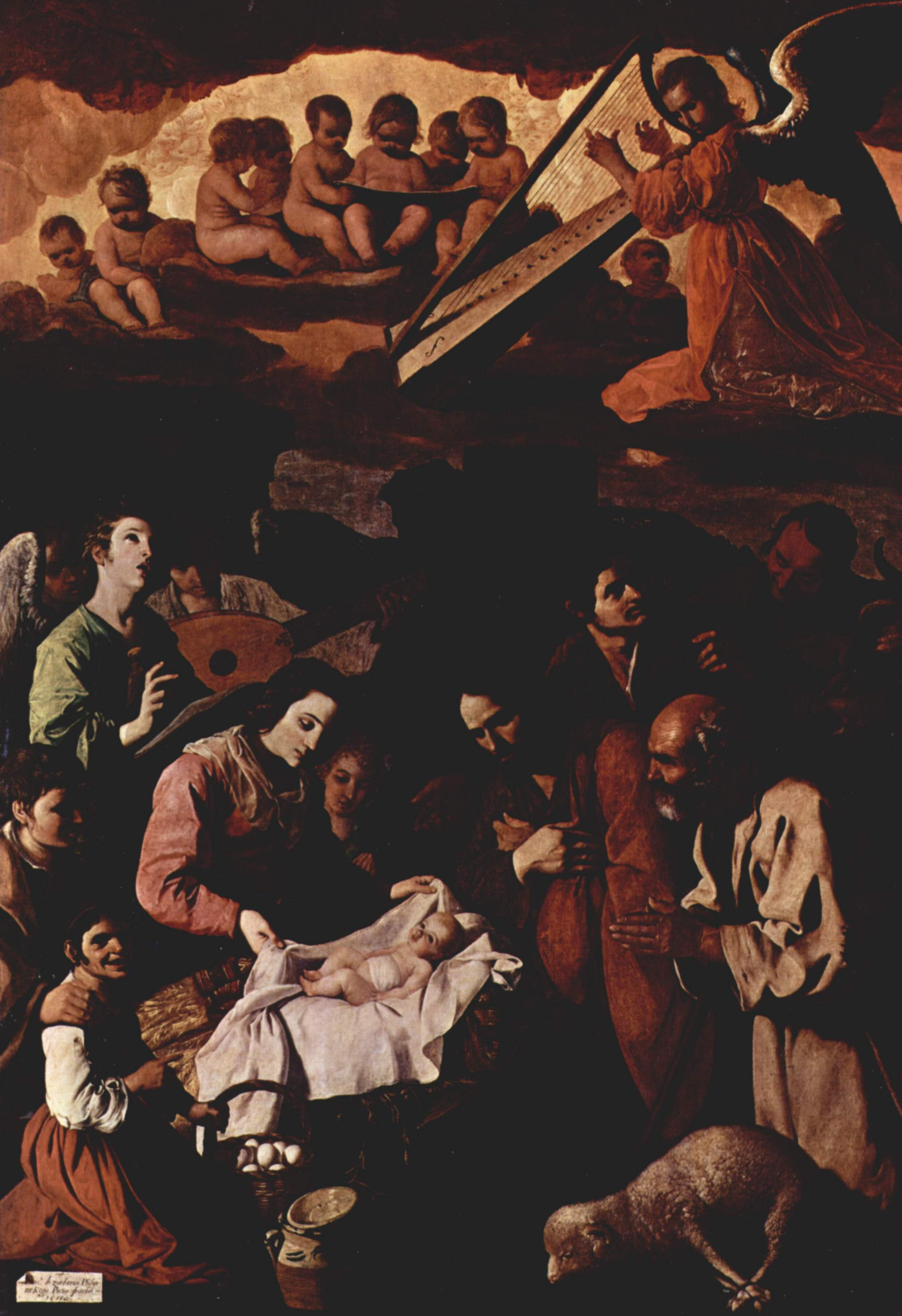
Francisco de Zurbarán, L'Adoration des bergers
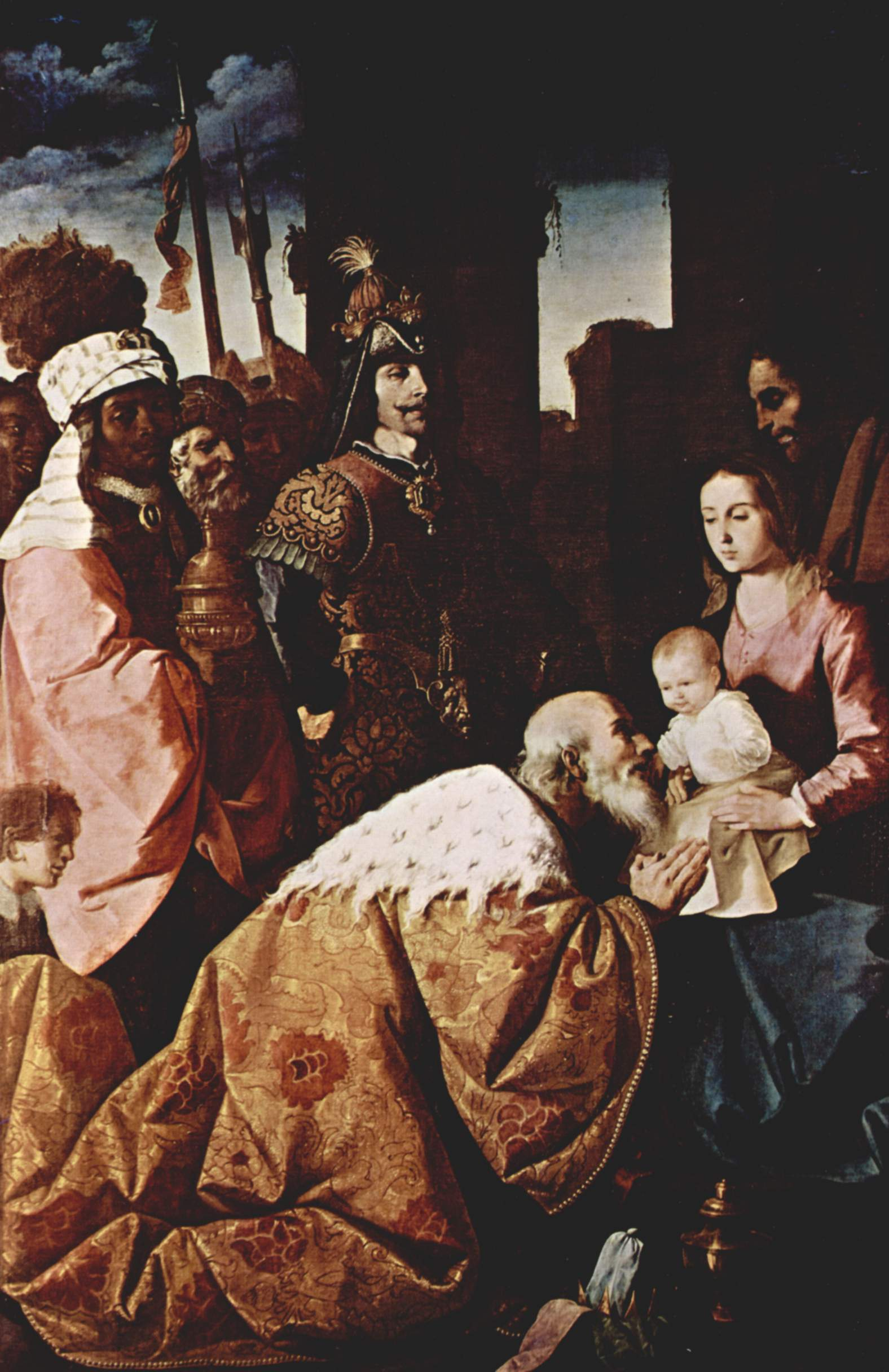
Francisco de Zurbarán, L'Adoration des mages
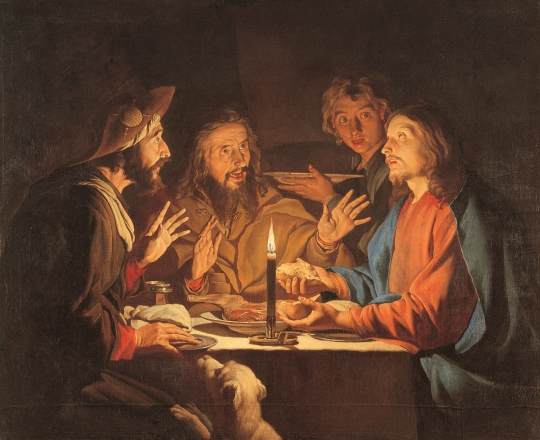
Matthias Stomer, Le Repas d'Emmaüs
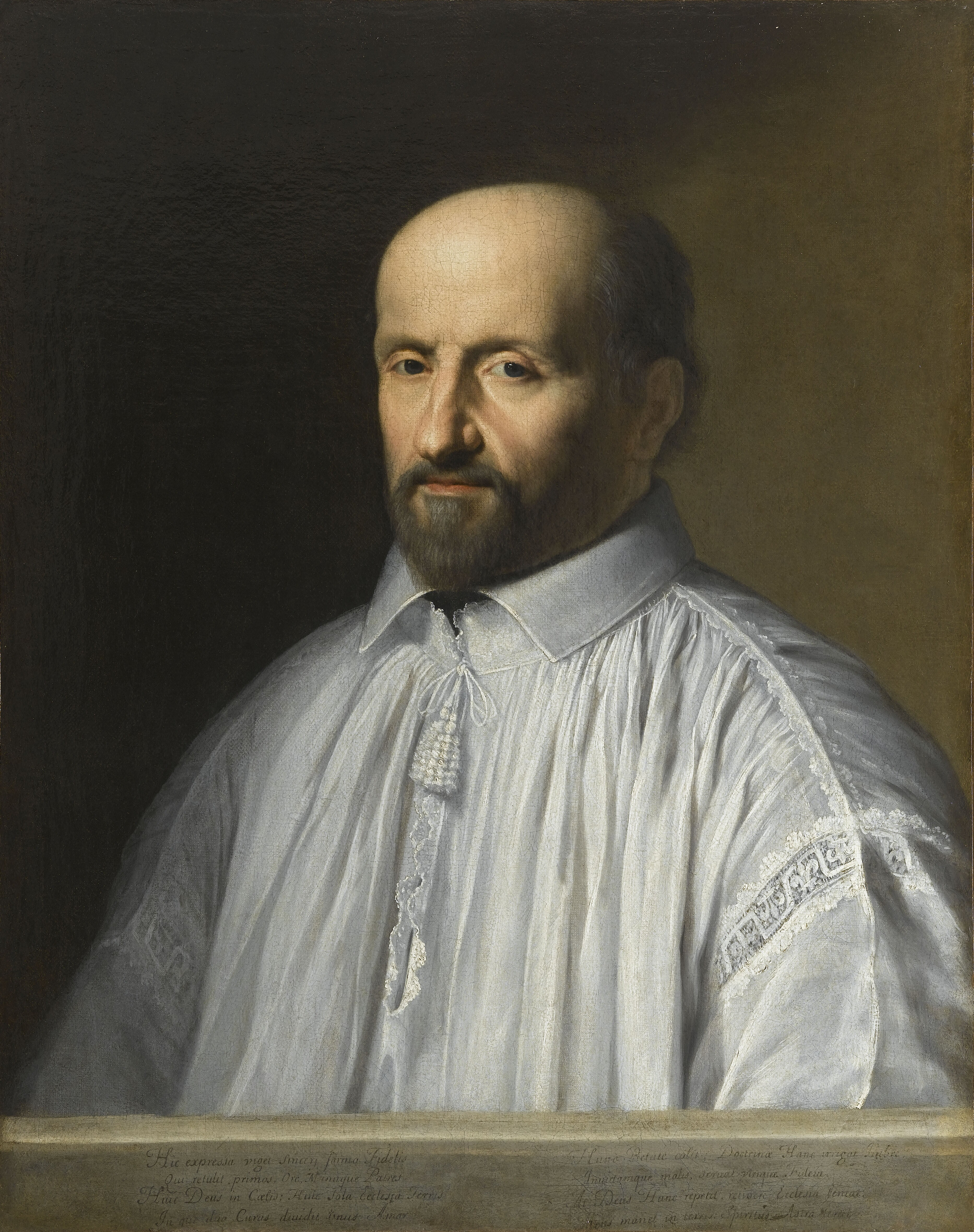
Philippe de Champaigne, Jean Duvergier de Hauranne
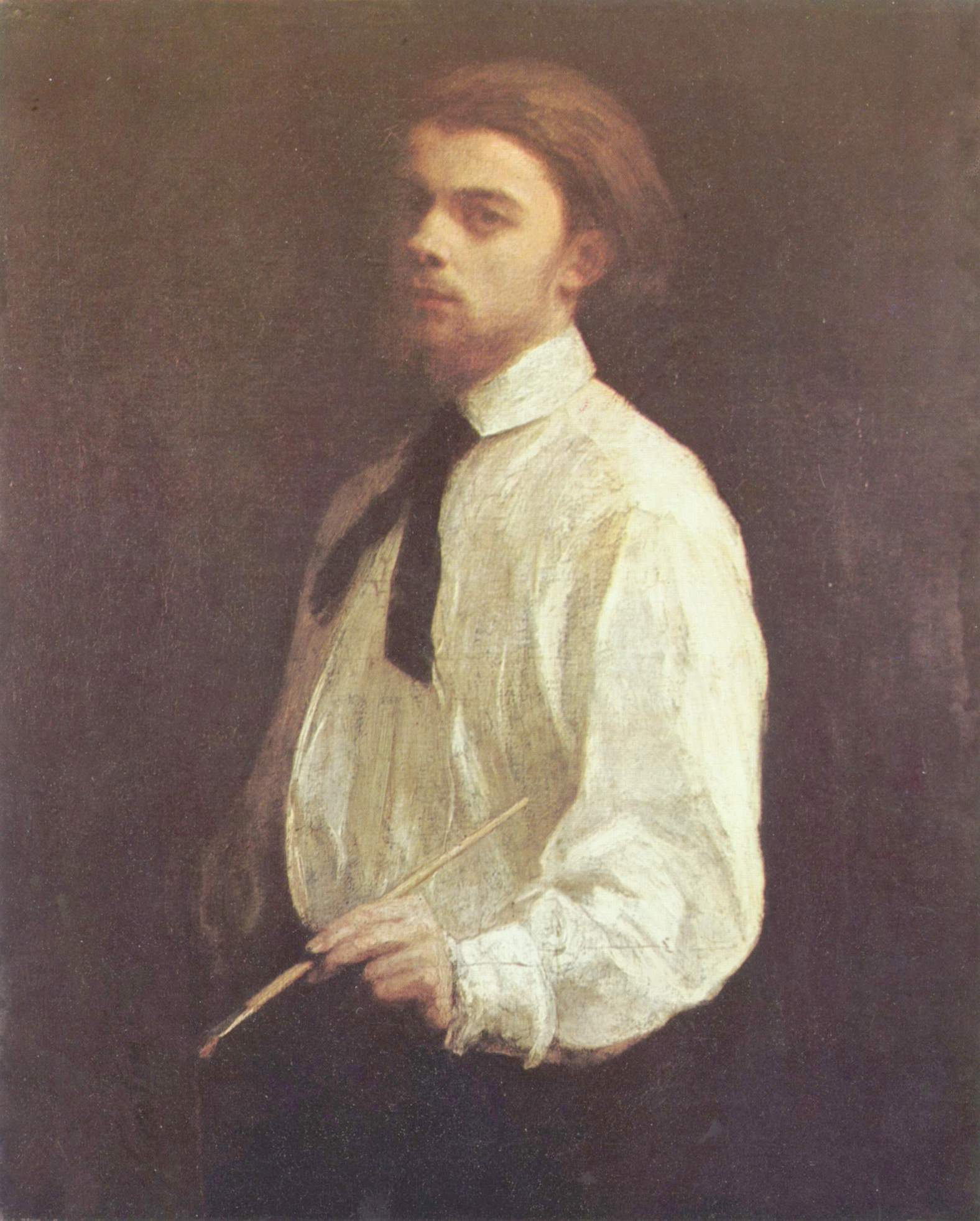
Henri Fantin-Latour, Autoportrait (1859)
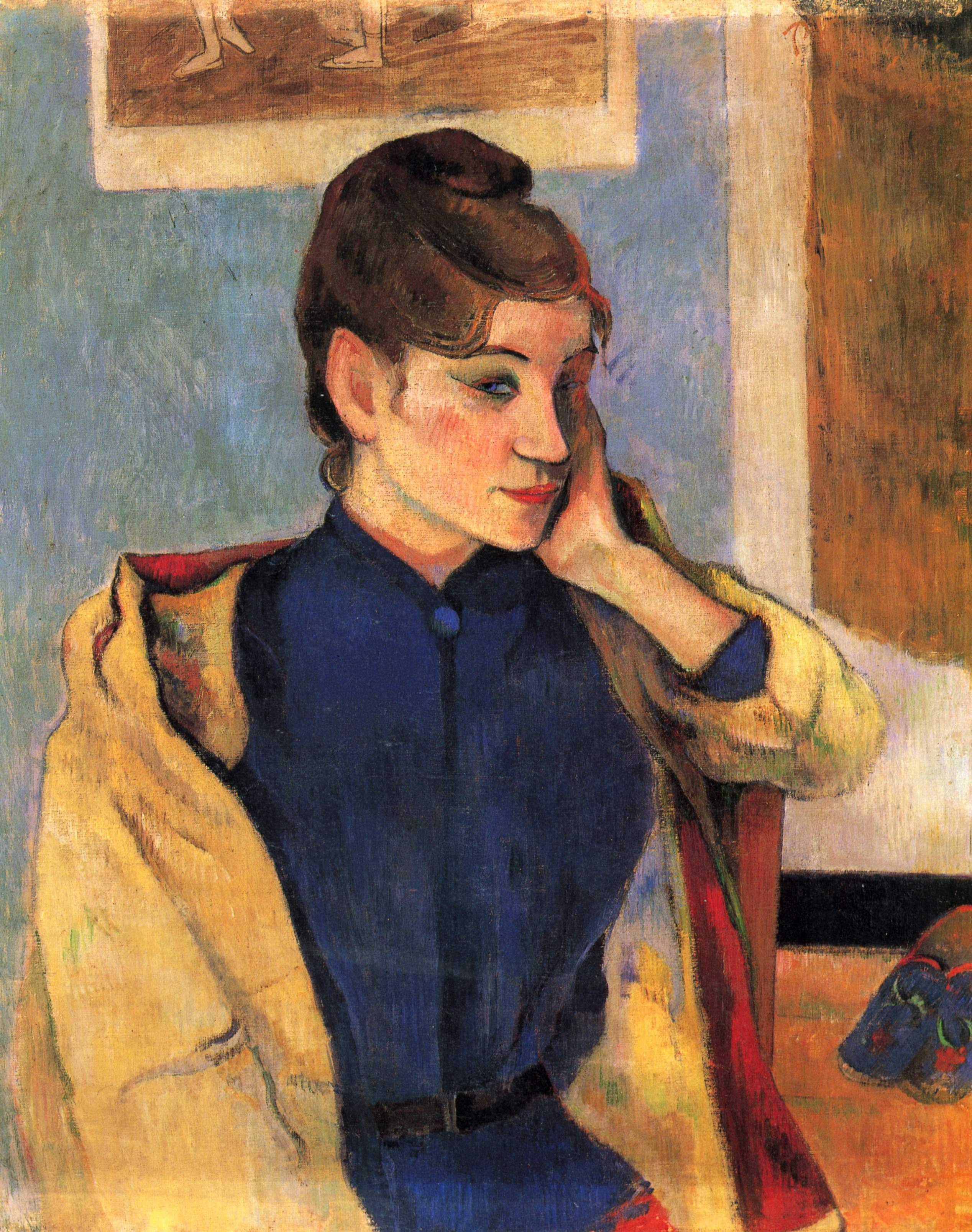
Paul Gauguin, Portrait de Madeleine Bernard
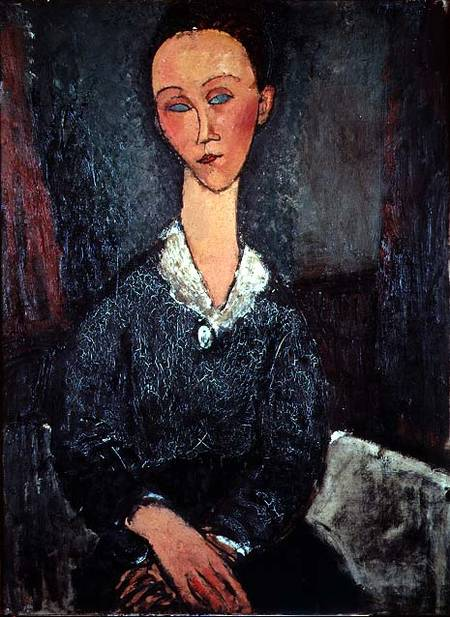
Amedeo Modigliani, Portrait de femme au col blanc (1917)